# シコルスキー S-5
S-5
静止状態のS-5
- 用途：プロトタイプ
- 設計者：イーゴリ・シコルスキー
- 製造者：イーゴリ・シコルスキー
- 初飛行：1911年4月
- 生産数：1機

シコルスキー S-5は、イーゴリ・シコルスキーが1911年にロシア帝国で開発した固定翼機である。

## 開発と設計
S-5はシコルスキーの開発した5番目の複葉機である。開発はS-4とほぼ同時期に開始され、1911年4月下旬に完成した。
S-5はそれまでシコルスキーが製作した機体よりも多少大型であり、エンジンもアンザーニ製のものからドイツ帝国のアルグス社が製造するエンジンに変更された。このエンジンは水冷式であったことから、空冷式のアンザーニ製W型3気筒エンジンより重量が嵩んだが、その反面信頼性は高く安定した飛行を行うことができた。また、S-5では機体の制御もエルロンやエレベーターを個別のレバーで操作する方式からコントロール・ホイールで操作する方式に変更された。このコントロール・ホイールにはエンジン点火を一時的に停止させ、出力を制御するボタンが装備されている。
完成したS-5は、20秒から30秒間の直線飛行訓練を3週間実施した後、5月17日に本格的な飛行試験を行った。この試験で4分間に渡り飛行したS-5は、シコルスキーの設計した固定翼機としては初めて離陸した地点に帰還し着陸することができた。
1911年8月18日にはシコルスキー自身がS-5を使用してFAI（国際航空連盟）のパイロットライセンスを取得した。また、その夏に実施された試験では30分間の飛行を複数回こなし、高度500m、距離87km、飛行時間52分、対地速度125km/hという4つのロシア記録を獲得した。
シコルスキーは同年9月、ロシア帝国陸軍の軍事訓練に招待され、その場で飛行したS-5は陸軍所有機よりも優れたパフォーマンスを発揮した。
10月にはキエフ近郊のベラヤツェルコフで開催されたカントリーフェアで展覧飛行を行ったが、離陸直後にキャブレター内に蚊が詰まったことによりエンジンが停止しそのまま墜落、機体は完全に破損した。S-5の墜落までの合計飛行時間は9〜10時間程度と見られている。

## シコルスキー S-5A
S-5AはS-5から発展した水上機であり、1912年に製作された。S-5Aと呼ばれる機体は2種類あり、双方ともベニヤ板が貼られたスリムな外見であるが、先に開発された機体は60馬力のノーム製エンジンが、続いて開発された機体は80馬力のノーム製エンジンが採用されていた。また、エンジン以外にも一機目のものと二機目のものではフロートの数が異なっており、一機目は胴体下部と尾部の計2つであるが、二機目には胴体下部と尾部に加え主翼下部にも補助フロートが配置されている。

## 要目
- 乗員：1+1名
- 全長：8.5 m
- 翼幅：12 m
- 翼面積：33 m²
- 空虚重量：320 kg
- 全備重量：440 kg
- エンジン：1 × アルグス製水冷直列4気筒エンジン、37 kW (50 hp)